# باتريشيا شاربونو
باتريشيا شاربونو (بالإنجليزية: Patricia Charbonneau)‏ هي ممثلة أمريكية، ولدت في 19 أبريل 1959 في فالي ستريم في الولايات المتحدة.

## وصلات خارجية
- باتريشيا شاربونو على موقع IMDb (الإنجليزية)
- باتريشيا شاربونو على موقع أول موفي (الإنجليزية)
- باتريشيا شاربونو على موقع إن إن دي بي (الإنجليزية)
- باتريشيا شاربونو على موقع قاعدة بيانات الفيلم (الإنجليزية)